# Prvi pokojninski sklad
Prvi pokojninski sklad (PPS) je posebna oblika pokojninskega sklada v Sloveniji.
Od 1. januarja 2003 dalje je PPS zaprt vzajemni pokojninski sklad, kar pomeni, da se ne da več včlaniti v sklad, niti ni možno vplačevanje premij. Namenjen je izključno kritju izplačila pokojninskih rent iz zavarovalnih polic dodatnega pokojninskega zavarovanja, ki so se oblikovale z zamenjavo pokojninskih bonov za zavarovalne police. Upravljavka sklada je Modra zavarovalnica.